# Quatrième circonscription des Deux-Sèvres
La quatrième circonscription des Deux-Sèvres était l'une des 4 circonscriptions législatives françaises que compte le département des Deux-Sèvres (79) situé en région Poitou-Charentes. Elle a été supprimée par le Redécoupage des circonscriptions législatives françaises de 2010.

## Description géographique et démographique
La quatrième circonscription des Deux-Sèvres est délimitée par le découpage électoral de la loi n°86-1197 du 24 novembre 1986
, elle regroupe les divisions administratives suivantes :
- canton d'Argenton-Château,
- canton de Bressuire,
- canton de Cerizay,
- canton de Mauléon,
- canton de Saint-Varent,
- canton de Thouars-1,
- canton de Thouars-2.

D'après le recensement général de la population en 1999, réalisé par l'Institut national de la statistique et des études économiques (INSEE), la population totale de cette circonscription est estimée à 91675 habitants. Avant le découpage de 1986, le nord du département appartenait à la troisième circonscription des Deux-Sèvres.

## Historique des députations
| Législature | Début de mandat | Fin de mandat  | Député            | Parti politique | Observations                                                                          |
| ----------- | --------------- | -------------- | ----------------- | --------------- | ------------------------------------------------------------------------------------- |
| IXe         | 23 juin 1988    | 1er avril 1993 | Albert Brochard,  | UDF,            |                                                                                       |
| Xe          | 2 avril 1993    | 21 avril 1997  | Dominique Paillé, | UDF,            | Mandat écourté à la suite d'une dissolution parlementaire décidée par Jacques Chirac. |
| XIe         | 12 juin 1997    | 18 juin 2002   | Dominique Paillé  | UDF             |                                                                                       |
| XIIe        | 19 juin 2002    | 19 juin 2007   | Dominique Paillé, | UDF / UMP,      |                                                                                       |
| XIIIe       | 20 juin 2007    | 19 juin 2012   | Jean Grellier,    | PS,             |                                                                                       |

## Historique des élections
Voici la liste des résultats des élections législatives dans la circonscription depuis le découpage électoral de 1986 : 

### Élection de 1988
|                | Albert Brochard sortant réélu | Divers droite (URC) | 23 723 | 51,86  |  |  |  |
|                | Jean Grellier                 | PS                  | 14 427 | 31,54  |  |  |  |
|                | Claude Boutet                 | diss. UDF           | 6 007  | 13,13  |  |  |  |
|                | Francis Vacker                | PCF                 | 1 068  | 2,33   |  |  |  |
|                | Raoul Ristord                 | Divers droite       | 521    | 1,14   |  |  |  |
|                |                               |                     |        |        |  |  |  |
| Inscrits       | Inscrits                      | Inscrits            | 65 709 | 100,00 |  |  |  |
| Abstentions    | Abstentions                   | Abstentions         | 18 746 | 28,53  |  |  |  |
| Votants        | Votants                       | Votants             | 46 963 | 71,47  |  |  |  |
| Blancs et nuls | Blancs et nuls                | Blancs et nuls      | 1 217  | 2,59   |  |  |  |
| Exprimés       | Exprimés                      | Exprimés            | 45 746 | 97,41  |  |  |  |

Le suppléant d'Albert Brochard était Dominique Paillé, directeur d'hôpital, Vice-Président du district de Nueil-les-Aubiers.

### Élection de 1993
| Candidat       | Candidat              | Parti          | Premier tour | Premier tour | Second tour | Second tour |  |
| Candidat       | Candidat              | Parti          | Voix         | %            | Voix        | %           |  |
| -------------- | --------------------- | -------------- | ------------ | ------------ | ----------- | ----------- |  |
|                | Dominique Paillé élu  | UDF (CDS)      | 18 068       | 37,58        | 24 474      | 100,00      |  |
|                | Armelle Guinebertière | RPR            | 14 364       | 29,87        | Retrait     | Retrait     |  |
|                | André Beville         | PS (ADFP)      | 6 406        | 13,32        |             |             |  |
|                | Cyrille Pouclet       | Les Verts (EÉ) | 3 756        | 7,81         |             |             |  |
|                | Éric Routier          | FN             | 3 071        | 6,39         |             |             |  |
|                | Jean-Pierre Gelot     | PCF            | 1 234        | 2,57         |             |             |  |
|                | Annie Ritter          | LT-LNÉ         | 1 182        | 2,46         |             |             |  |
|                |                       |                |              |              |             |             |  |
| Inscrits       | Inscrits              | Inscrits       | 67 799       | 100,00       | 67 797      | 100,00      |  |
| Abstentions    | Abstentions           | Abstentions    | 16 751       | 24,71        | 35 269      | 52,02       |  |
| Votants        | Votants               | Votants        | 51 048       | 75,29        | 32 528      | 47,98       |  |
| Blancs et nuls | Blancs et nuls        | Blancs et nuls | 2 967        | 5,81         | 8 054       | 24,76       |  |
| Exprimés       | Exprimés              | Exprimés       | 48 081       | 94,19        | 24 474      | 75,24       |  |

Le suppléant de Dominique Paillé était Albert Brochard, député sortant.

### Élection de 1997
| Candidat       | Candidat                       | Parti          | Premier tour | Premier tour | Second tour | Second tour |  |
| Candidat       | Candidat                       | Parti          | Voix         | %            | Voix        | %           |  |
| -------------- | ------------------------------ | -------------- | ------------ | ------------ | ----------- | ----------- |  |
|                | Dominique Paillé sortant réélu | UDF (AD)       | 21 454       | 47,50        | 27 047      | 59,46       |  |
|                | André Beville                  | PS             | 9 660        | 21,39        | 18 444      | 40,54       |  |
|                | Norbert Béalu                  | Les Verts      | 5 183        | 11,47        |             |             |  |
|                | Michel Dubreuil                | FN             | 3 749        | 8,30         |             |             |  |
|                | Philippe Desforges             | LDI (MPF)      | 2 747        | 6,08         |             |             |  |
|                | Arlette Bonnin                 | PCF            | 1 625        | 3,60         |             |             |  |
|                | Guy Dieu                       | Divers         | 753          | 1,67         |             |             |  |
|                |                                |                |              |              |             |             |  |
| Inscrits       | Inscrits                       | Inscrits       | 68 095       | 100,00       | 68 092      | 100,00      |  |
| Abstentions    | Abstentions                    | Abstentions    | 18 982       | 27,88        | 19 556      | 28,72       |  |
| Votants        | Votants                        | Votants        | 49 113       | 72,12        | 48 536      | 71,28       |  |
| Blancs et nuls | Blancs et nuls                 | Blancs et nuls | 3 942        | 8,03         | 3 045       | 6,27        |  |
| Exprimés       | Exprimés                       | Exprimés       | 45 171       | 91,97        | 45 491      | 93,73       |  |

La suppléante de Dominique Paillé était Irène Joly, RPR, de Sainte-Verge.

### Élection de 2002
| Candidat       | Candidat                       | Parti          | Premier tour | Premier tour | Second tour | Second tour |  |
| Candidat       | Candidat                       | Parti          | Voix         | %            | Voix        | %           |  |
| -------------- | ------------------------------ | -------------- | ------------ | ------------ | ----------- | ----------- |  |
|                | Dominique Paillé sortant réélu | UMP            | 20 379       | 45,40        | 24 070      | 58,44       |  |
|                | Jean Grellier                  | PS             | 14 405       | 32,09        | 17 121      | 41,56       |  |
|                | Brigitte Maury                 | Divers droite  | 4 191        | 9,34         |             |             |  |
|                | Georges-Joël David             | FN             | 1 984        | 4,42         |             |             |  |
|                | Paul Bridier                   | MPF            | 1 135        | 2,53         |             |             |  |
|                | Marie-José Faligant            | LO             | 1 053        | 2,35         |             |             |  |
|                | Marie-Thérèse Douillard        | CPNT           | 797          | 1,78         |             |             |  |
|                | Jeannine Zeekaff               | PCF            | 622          | 1,39         |             |             |  |
|                | Michel Dubreuil                | MNR            | 325          | 0,72         |             |             |  |
|                |                                |                |              |              |             |             |  |
| Inscrits       | Inscrits                       | Inscrits       | 69 682       | 100,00       | 69 681      | 100,00      |  |
| Abstentions    | Abstentions                    | Abstentions    | 23 414       | 33,6         | 26 993      | 38,74       |  |
| Votants        | Votants                        | Votants        | 46 268       | 66,4         | 42 688      | 61,26       |  |
| Blancs et nuls | Blancs et nuls                 | Blancs et nuls | 1 377        | 2,98         | 1 497       | 3,51        |  |
| Exprimés       | Exprimés                       | Exprimés       | 44 891       | 97,02        | 41 191      | 96,49       |  |

La suppléante de Dominique Paillé était Irène Joly.

### Élection de 2007
| Candidat       | Candidat                 | Parti          | Premier tour | Premier tour | Second tour | Second tour |  |
| Candidat       | Candidat                 | Parti          | Voix         | %            | Voix        | %           |  |
| -------------- | ------------------------ | -------------- | ------------ | ------------ | ----------- | ----------- |  |
|                | Dominique Paillé sortant | UMP            | 19 175       | 43,89        | 20 886      | 48,59       |  |
|                | Jean Grellier élu        | PS             | 15 280       | 34,98        | 22 095      | 51,41       |  |
|                | Pierre Bureau            | UDF–MoDem      | 3 047        | 6,97         |             |             |  |
|                | Paul Bridier             | MPF            | 1 300        | 2,98         |             |             |  |
|                | Cyril Pouclet            | Les Verts      | 1 233        | 2,82         |             |             |  |
|                | Jean-Pierre Gay          | LCR            | 1 027        | 2,35         |             |             |  |
|                | Philippe Maurin          | FN             | 795          | 1,82         |             |             |  |
|                | Marie-José Faligant      | LO             | 614          | 1,41         |             |             |  |
|                | Alain Barnelas           | CPNT           | 458          | 1,05         |             |             |  |
|                | Catherine Rousseau       | GÉ             | 416          | 0,95         |             |             |  |
|                | Aline Le Voguer          | Divers         | 313          | 0,72         |             |             |  |
|                | Jacques Goguy            | Divers         | 28           | 0,06         |             |             |  |
|                |                          |                |              |              |             |             |  |
| Inscrits       | Inscrits                 | Inscrits       | 70 155       | 100,00       | 70 152      | 100,00      |  |
| Abstentions    | Abstentions              | Abstentions    | 25 238       | 35,97        | 25 862      | 36,87       |  |
| Votants        | Votants                  | Votants        | 44 917       | 64,03        | 44 290      | 63,13       |  |
| Blancs et nuls | Blancs et nuls           | Blancs et nuls | 1 231        | 2,74         | 1 309       | 2,96        |  |
| Exprimés       | Exprimés                 | Exprimés       | 43 686       | 97,26        | 42 981      | 97,04       |  |

### Élection de 2012
À la suite du redécoupage électoral, le département ne compte plus que 3 circonscriptions. La quatrième circonscription devient la troisième circonscription, en accueillant les cantons de Moncoutant, Airvault et Saint-Loup-Lamairé.

#### Département des Deux-Sèvres
- La fiche de l'INSEE de cette circonscription : « Tableaux et Analyses de la quatrième circonscription des Deux-Sèvres », sur insee.fr, site de l'Institut national de la statistique et des études économiques (consulté le 10 juin 2007) [PDF]
- « Tous les députés du département des Deux-Sèvres depuis 1789 », sur assemblee-nationale.fr, site de l'Assemblée nationale française (consulté le 10 juin 2007)
- « Informations contentieuses sur le département des Deux-Sèvres (Élections législatives de 2002) »(Archive.org • Wikiwix • Archive.is • Google • Que faire ?), sur conseil-constitutionnel.fr, site du Conseil constitutionnel (consulté le 13 juin 2007)

#### Circonscriptions en France
- « Carte des circonscriptions législatives en France », sur assemblee-nationale.fr, site de l'Assemblée nationale française (consulté le 20 juin 2007)
- « Résultats électoraux officiels en France »(Archive.org • Wikiwix • Archive.is • Google • Que faire ?), sur interieur.gouv.fr, site du ministère de l'Intérieur (France) (consulté le 13 juin 2007)
- Description et Atlas des circonscriptions électorales de France sur http://www.atlaspol.com, Atlaspol, site de cartographie géopolitique, consulté le 13 juin 2007.